# 브라질의 재외공관 목록

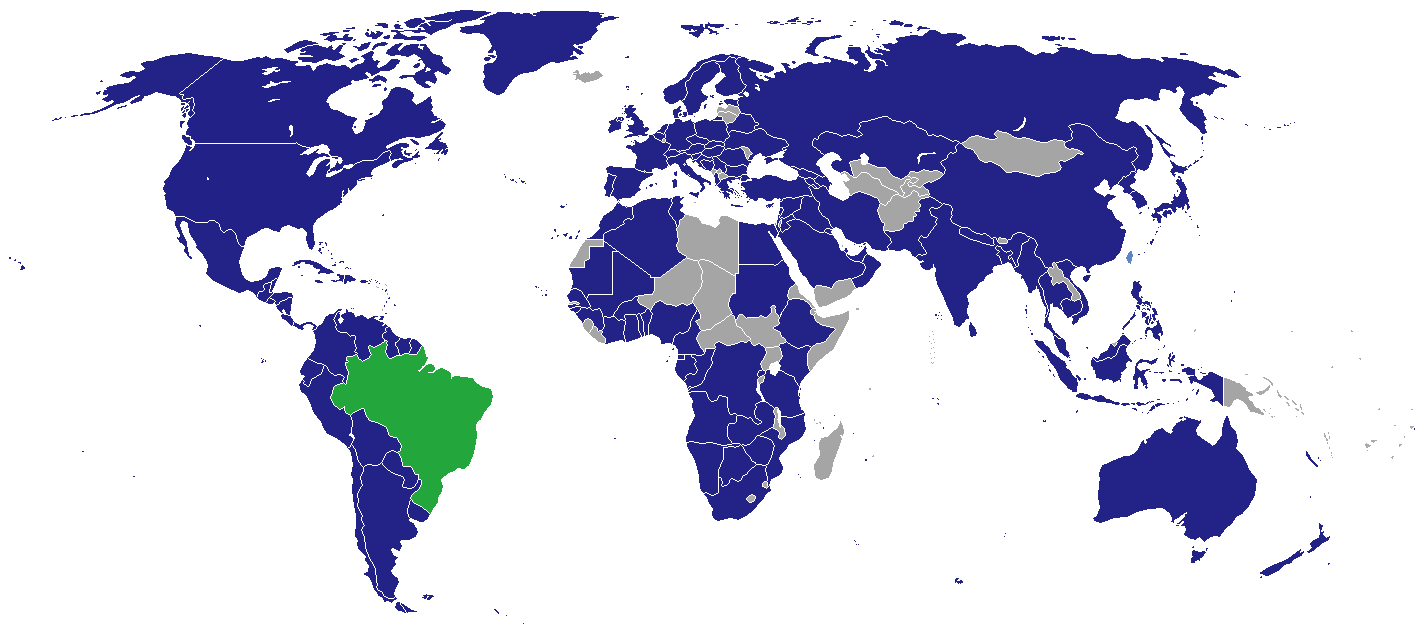
브라질의 재외공관

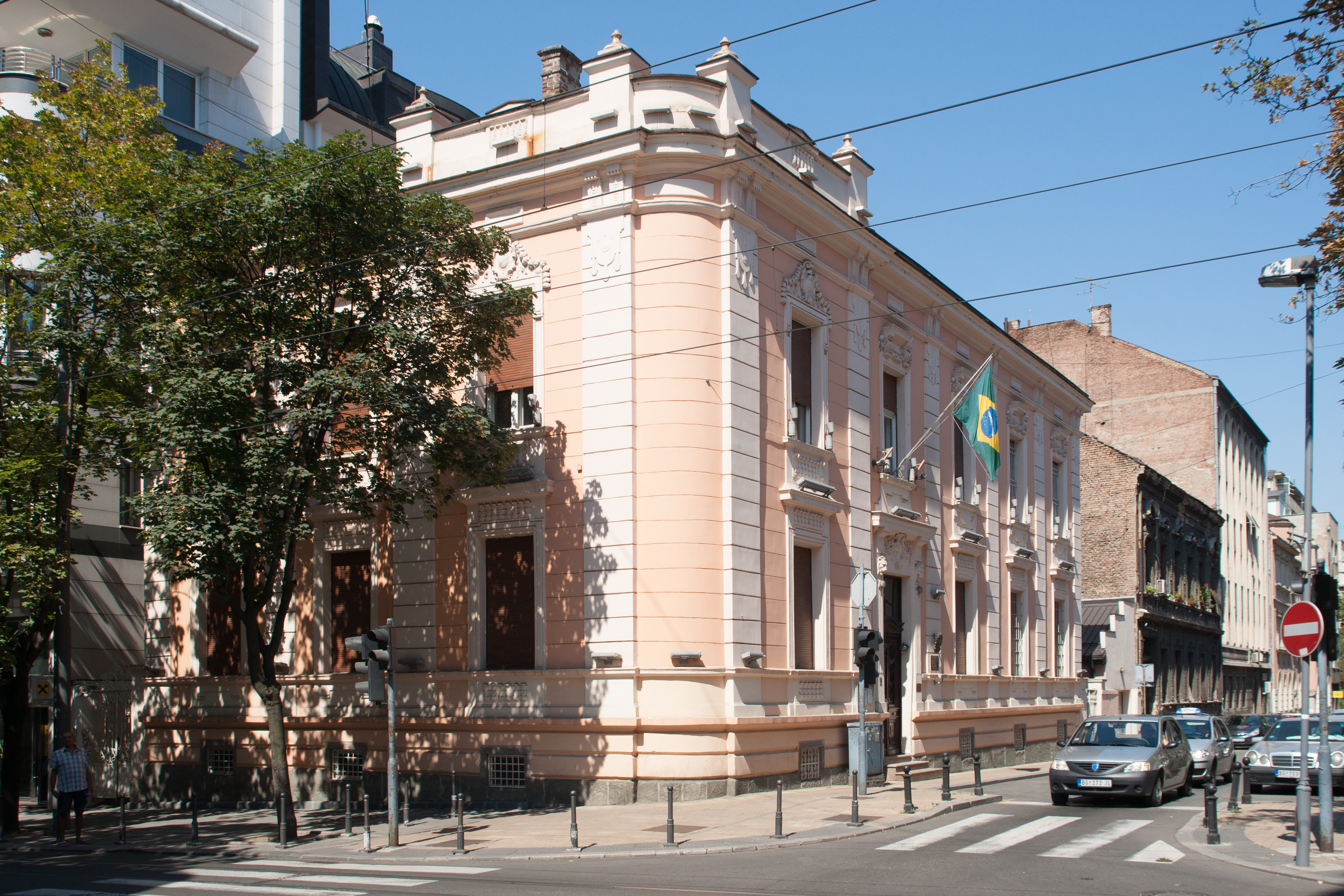
주세르비아 브라질 대사관

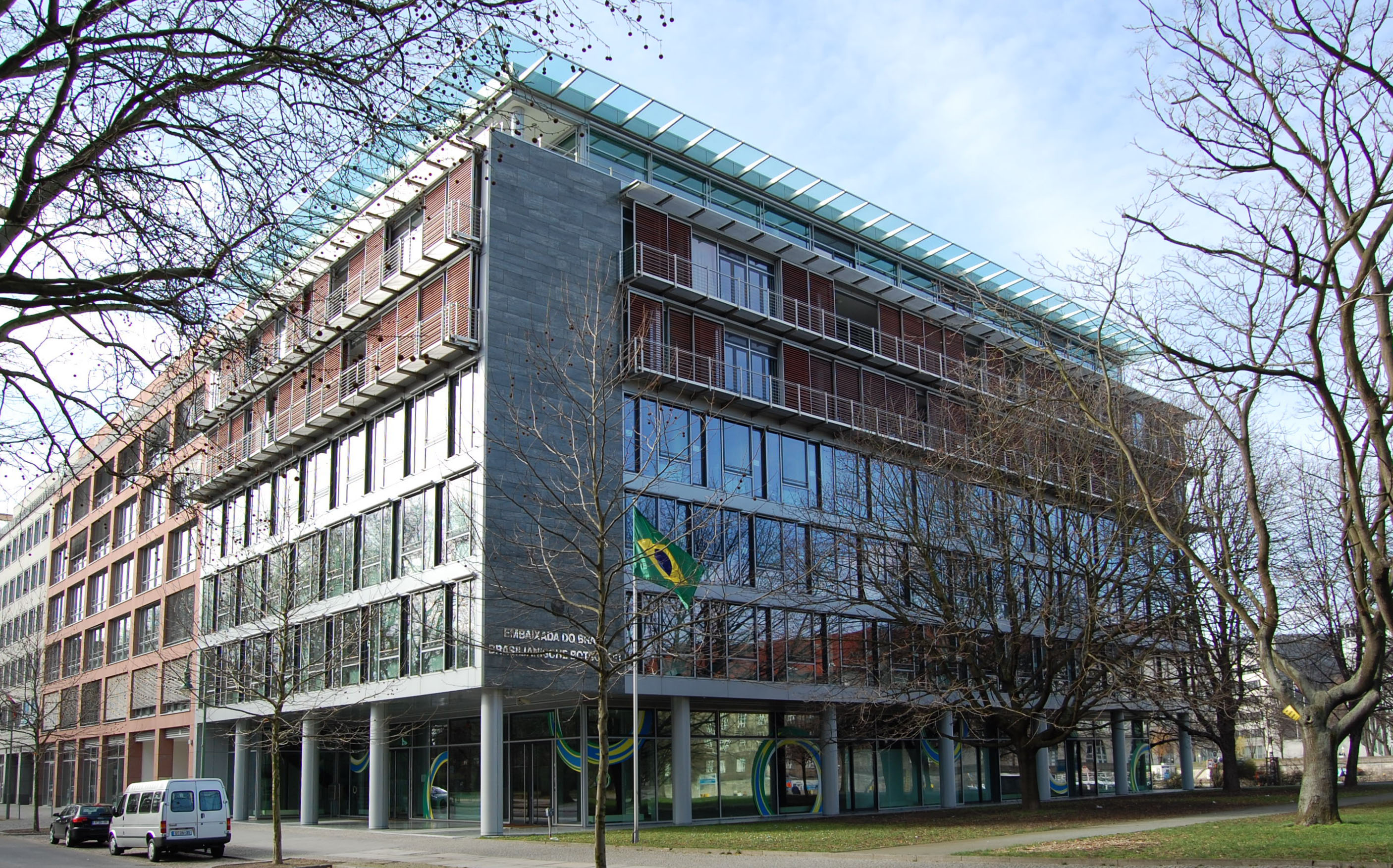
주독일 브라질 대사관

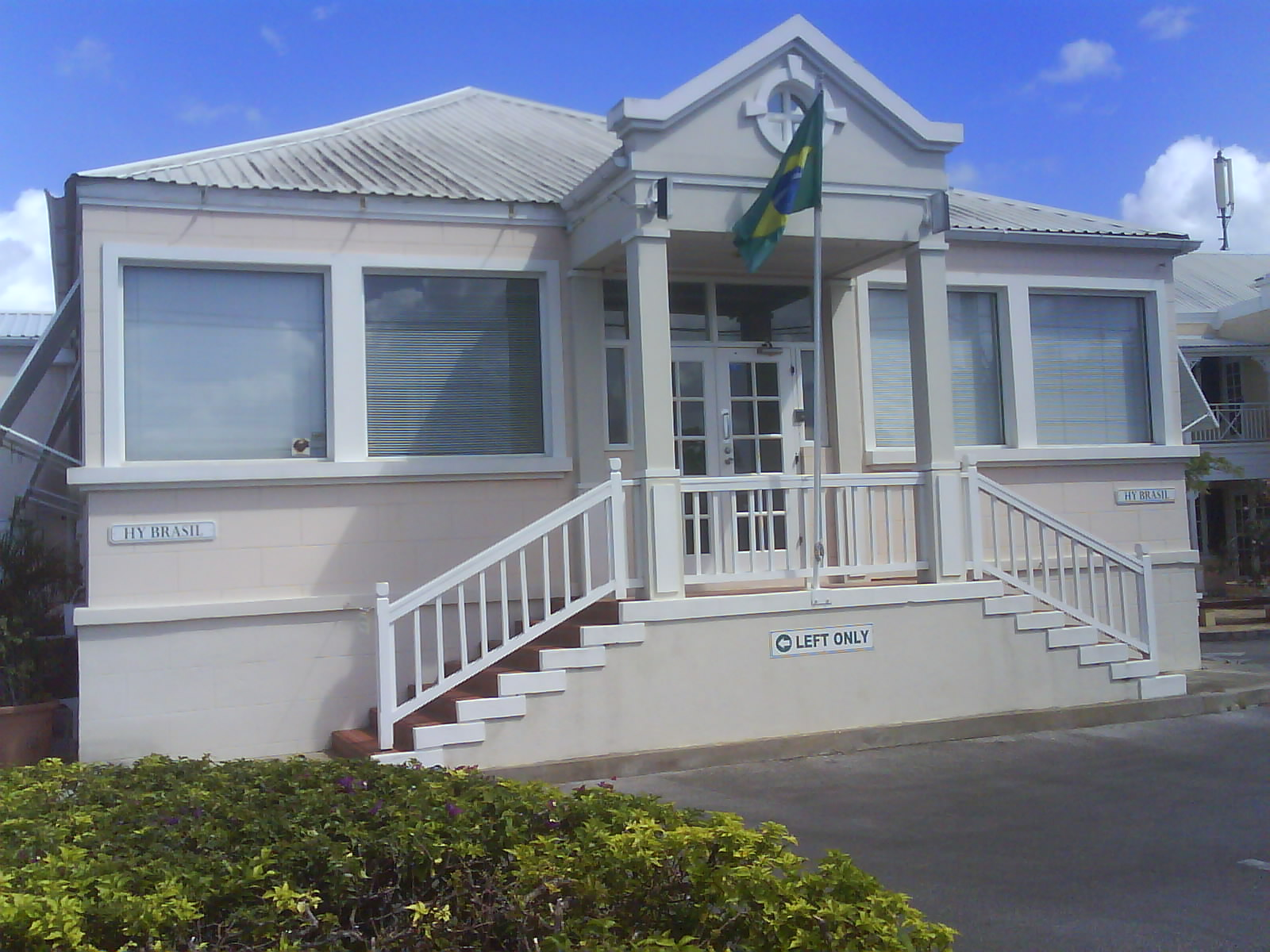
주바베이도스 브라질 대사관

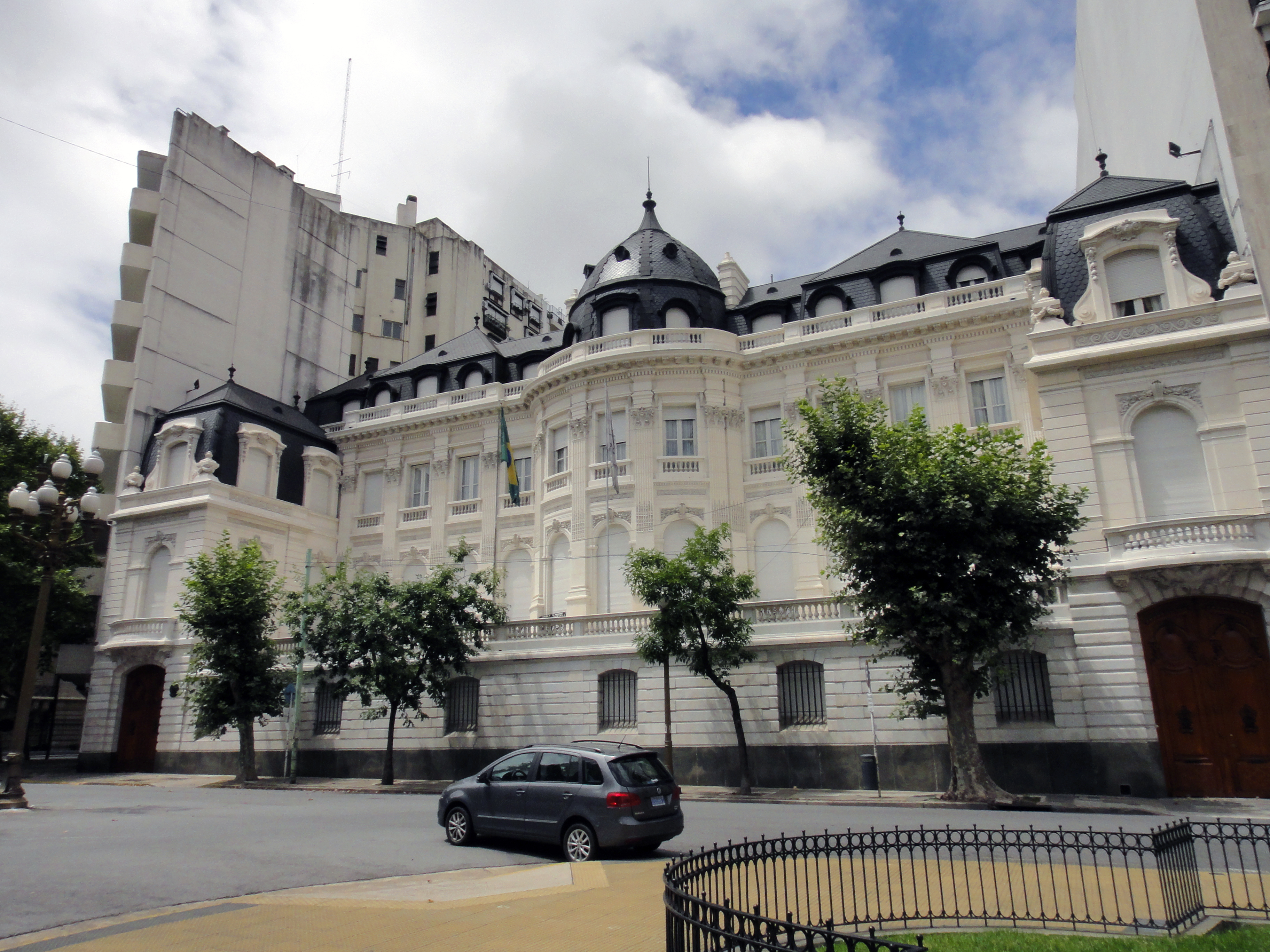
주아르헨티나 브라질 대사관

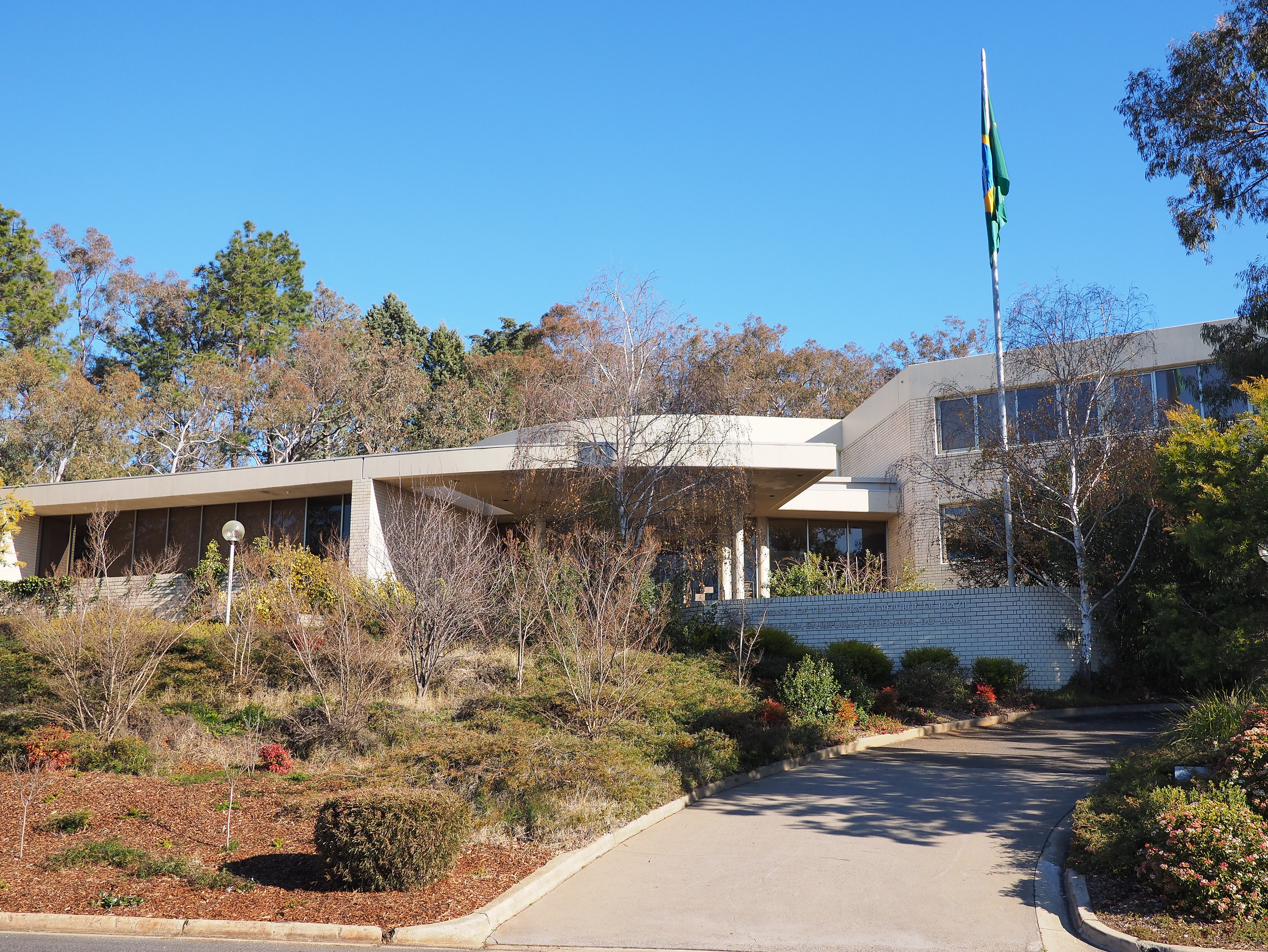
주오스트레일리아 브라질 대사관

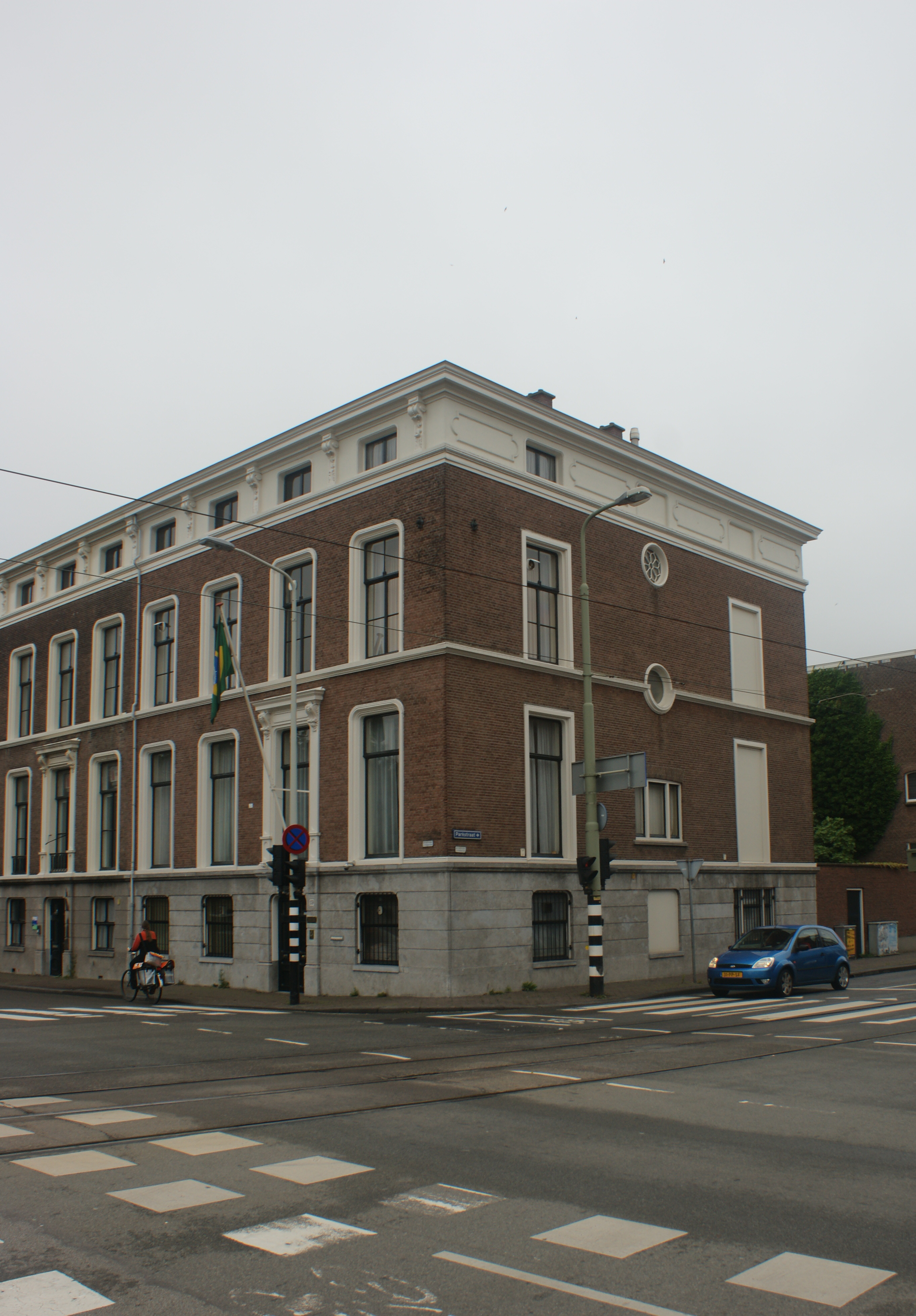
주네덜란드 브라질 대사관

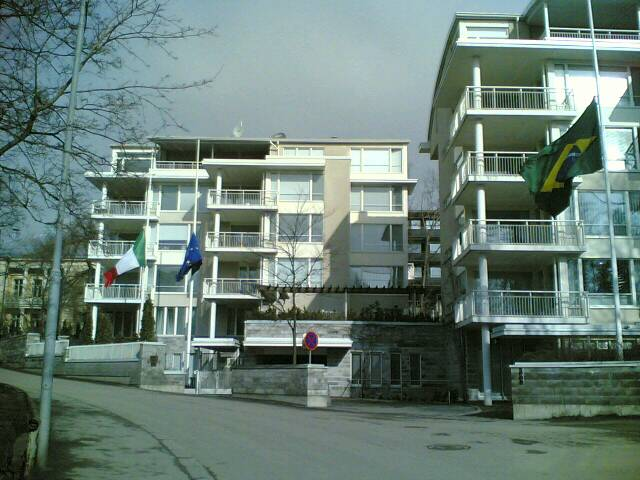
주핀란드 브라질 대사관

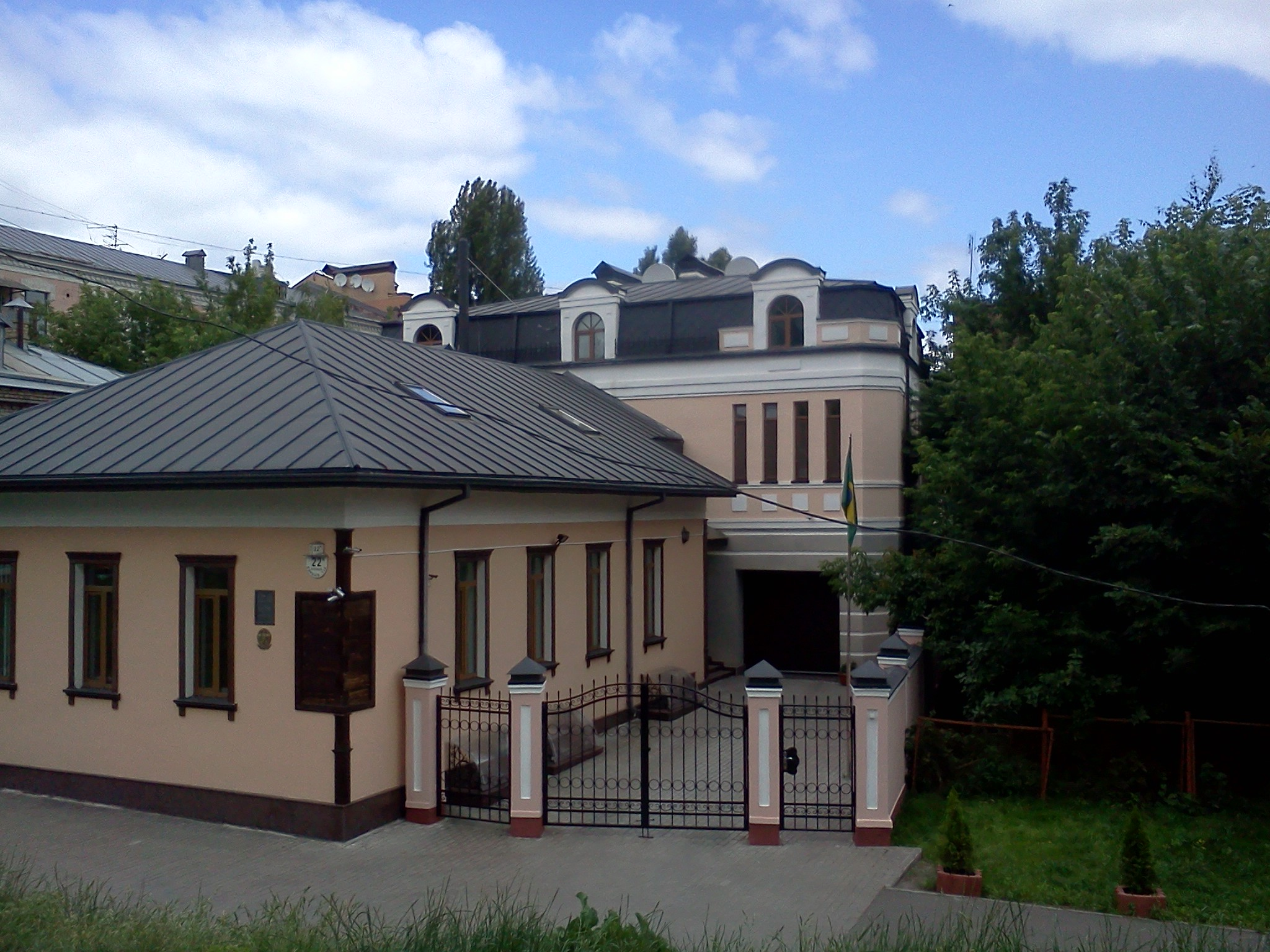
주우크라이나 브라질 대사관

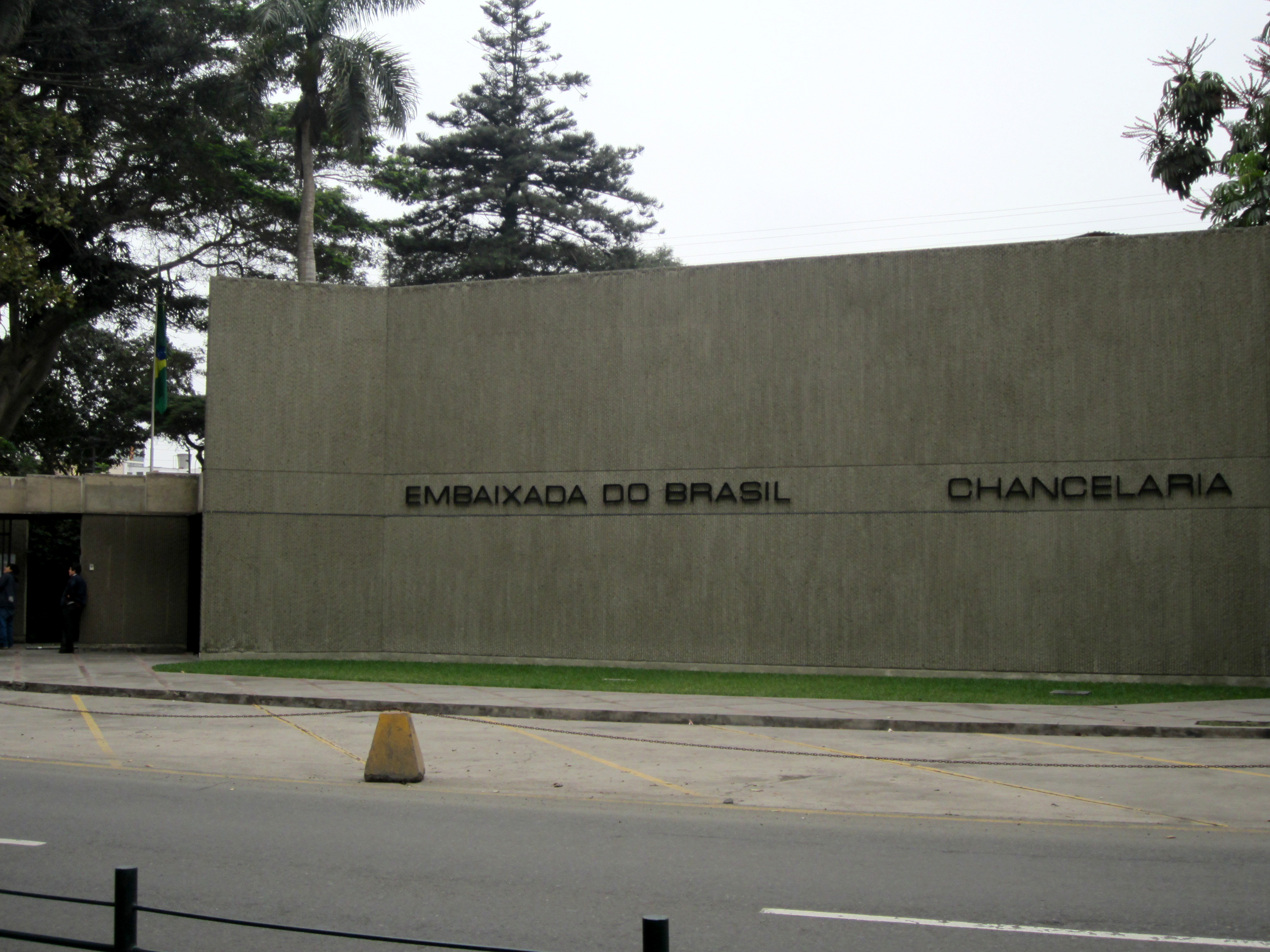
주페루 브라질 대사관

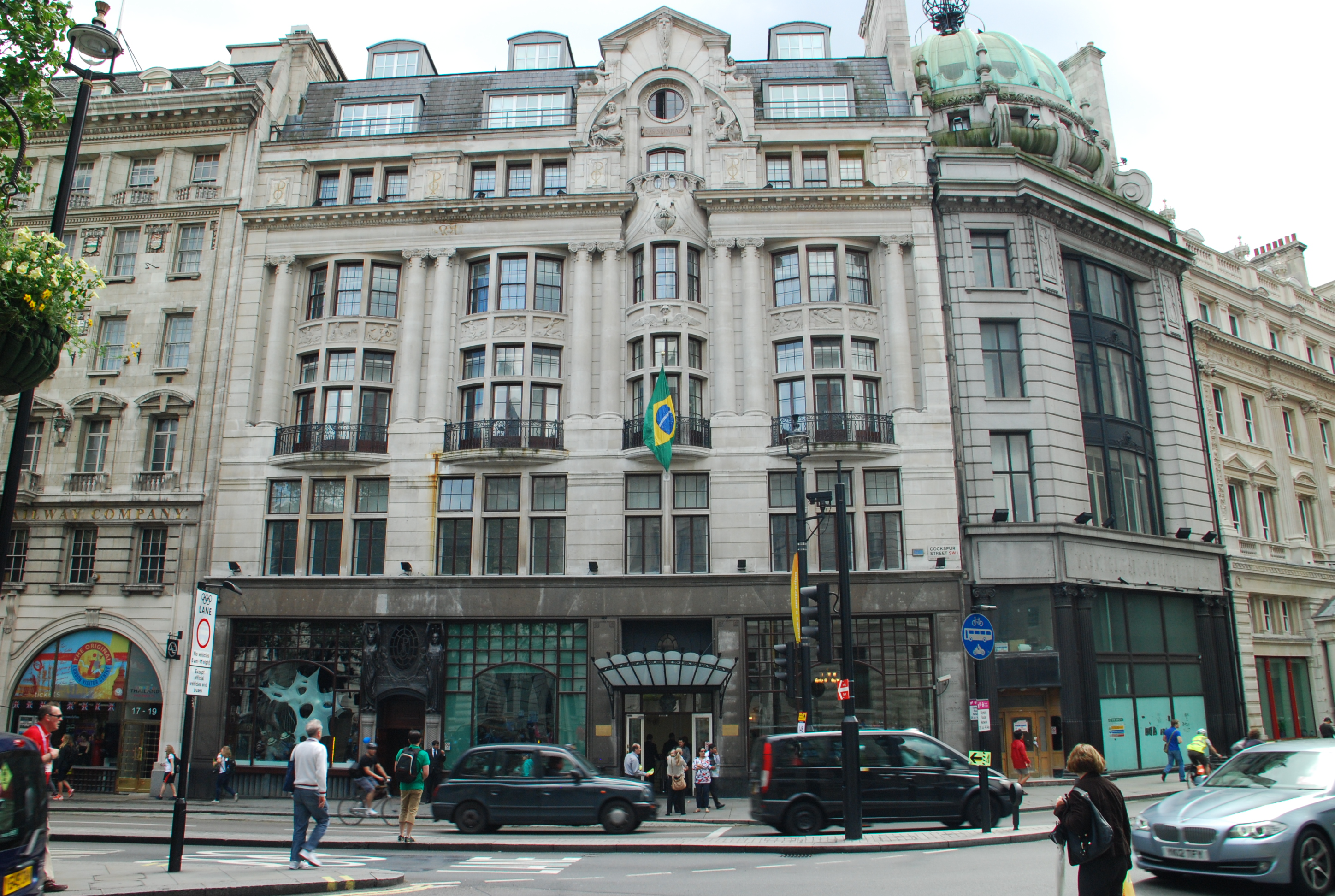
주영국 브라질 대사관

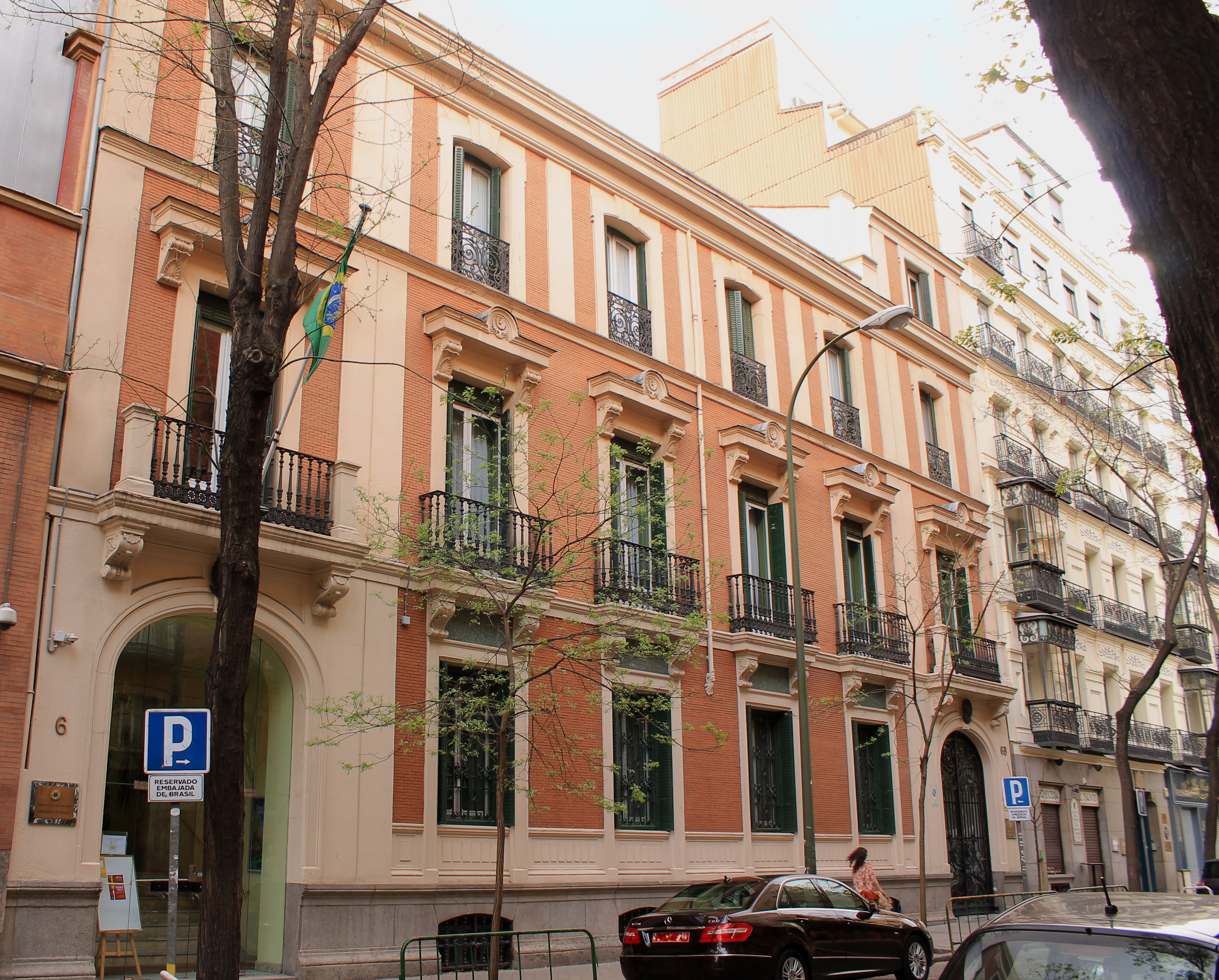
주스페인 브라질 대사관

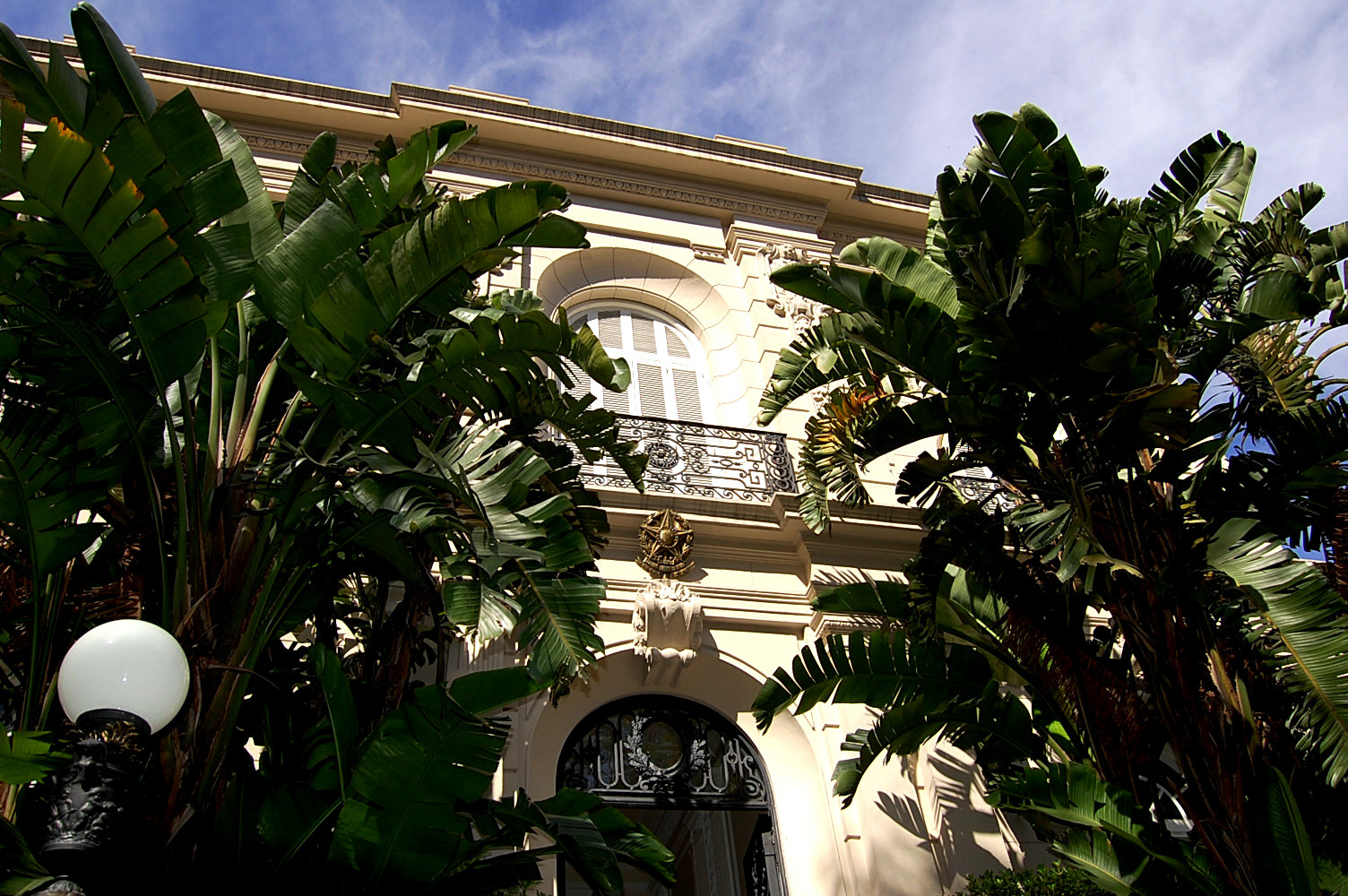
주우루과이 브라질 대사관

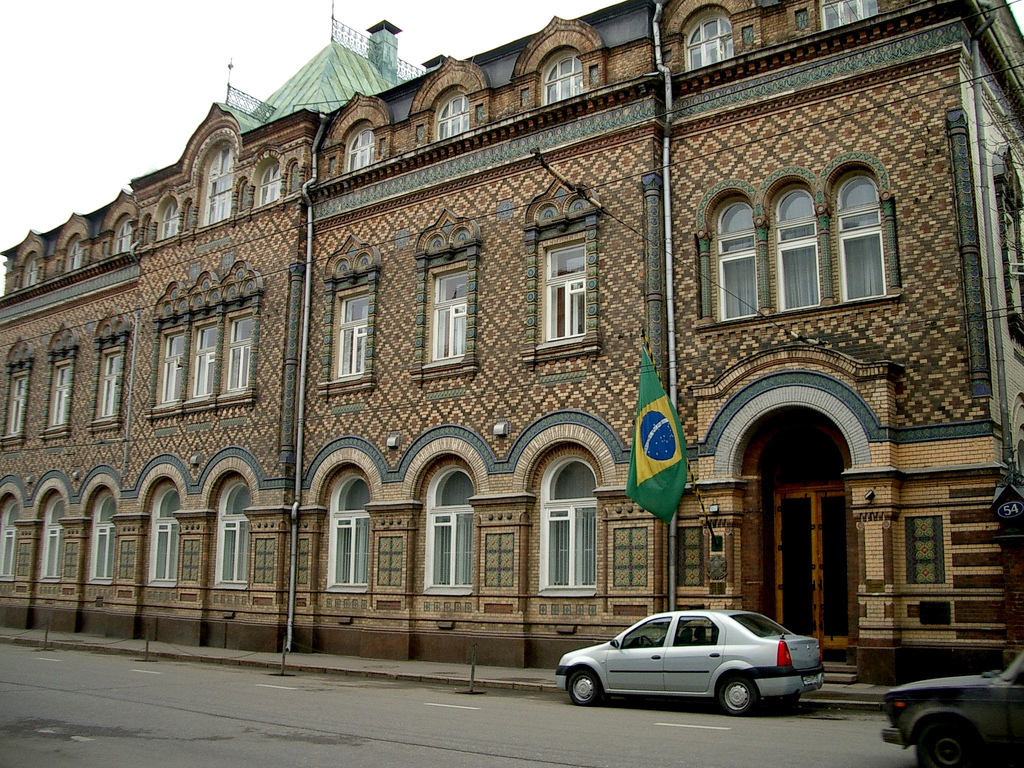
주러시아 브라질 대사관

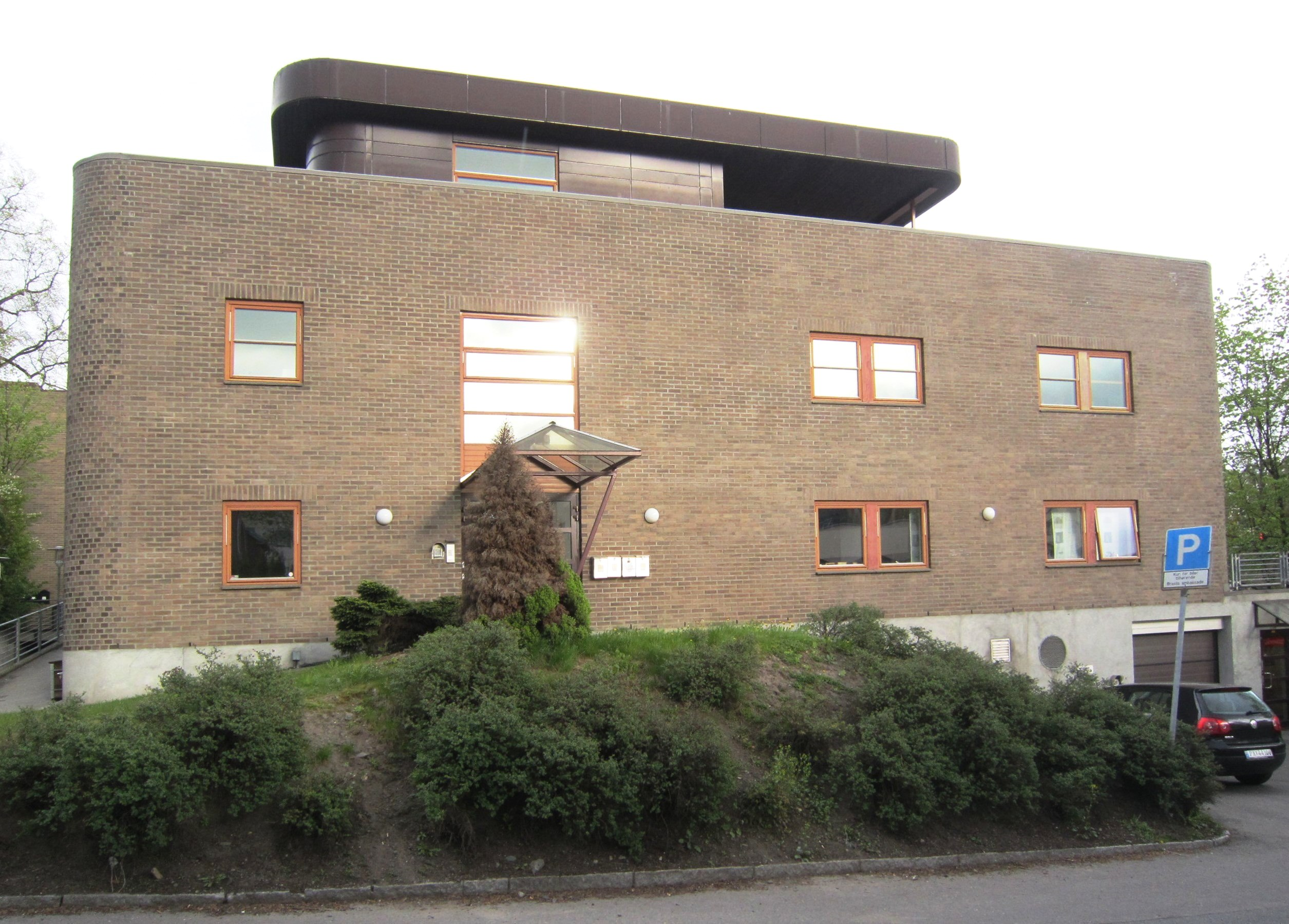
주노르웨이 브라질 대사관

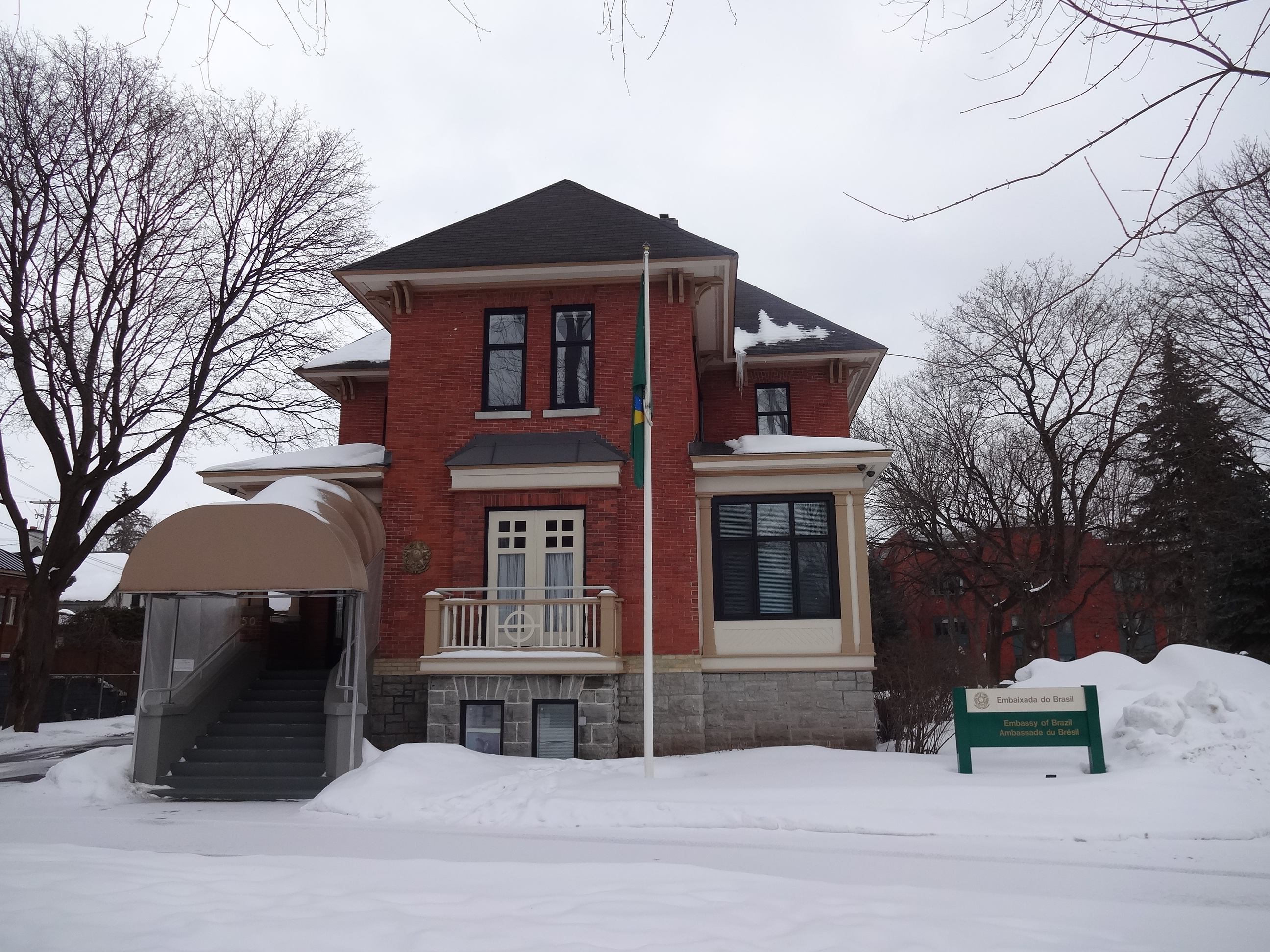
주캐나다 브라질 대사관

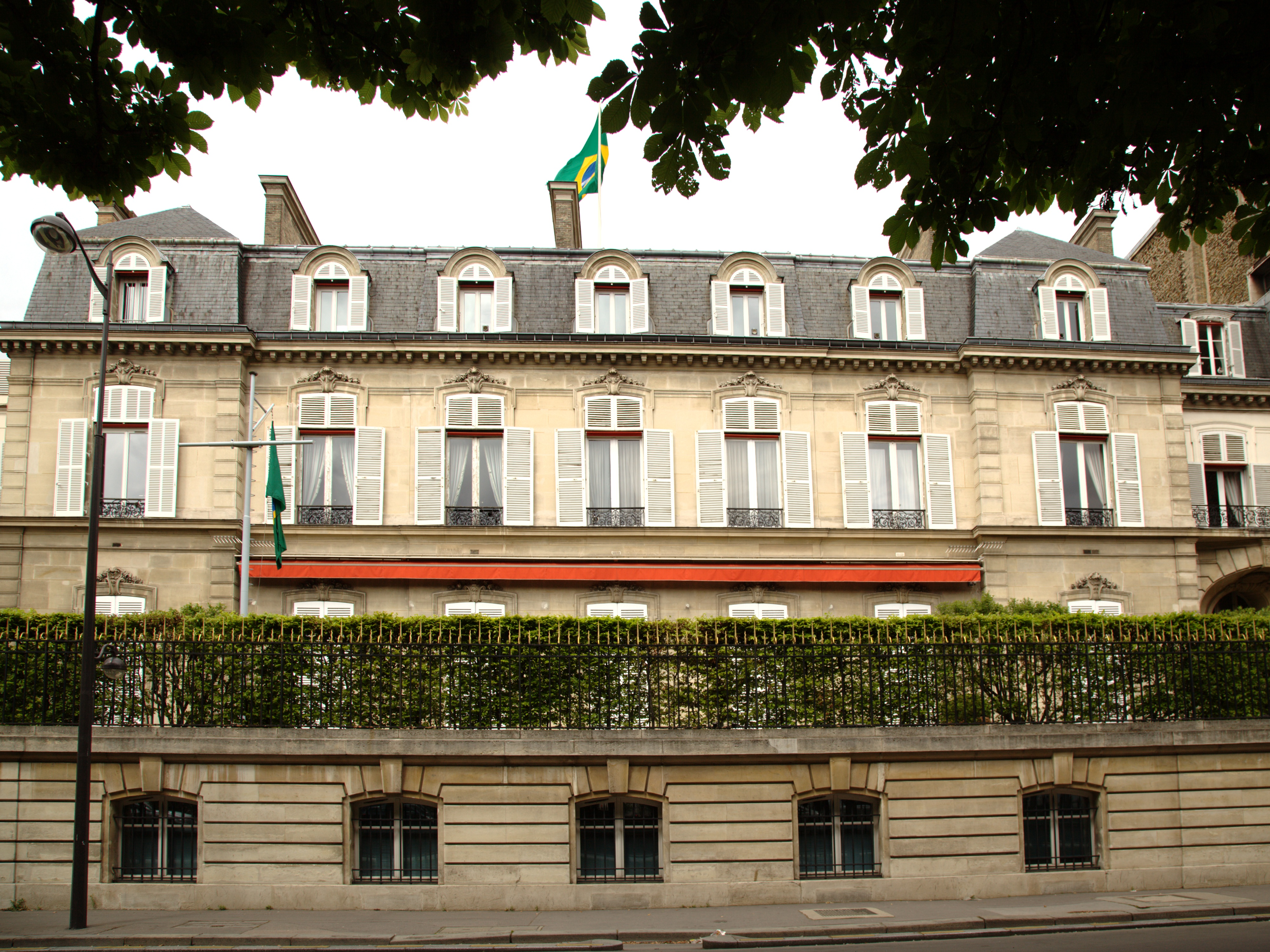
주프랑스 브라질 대사관

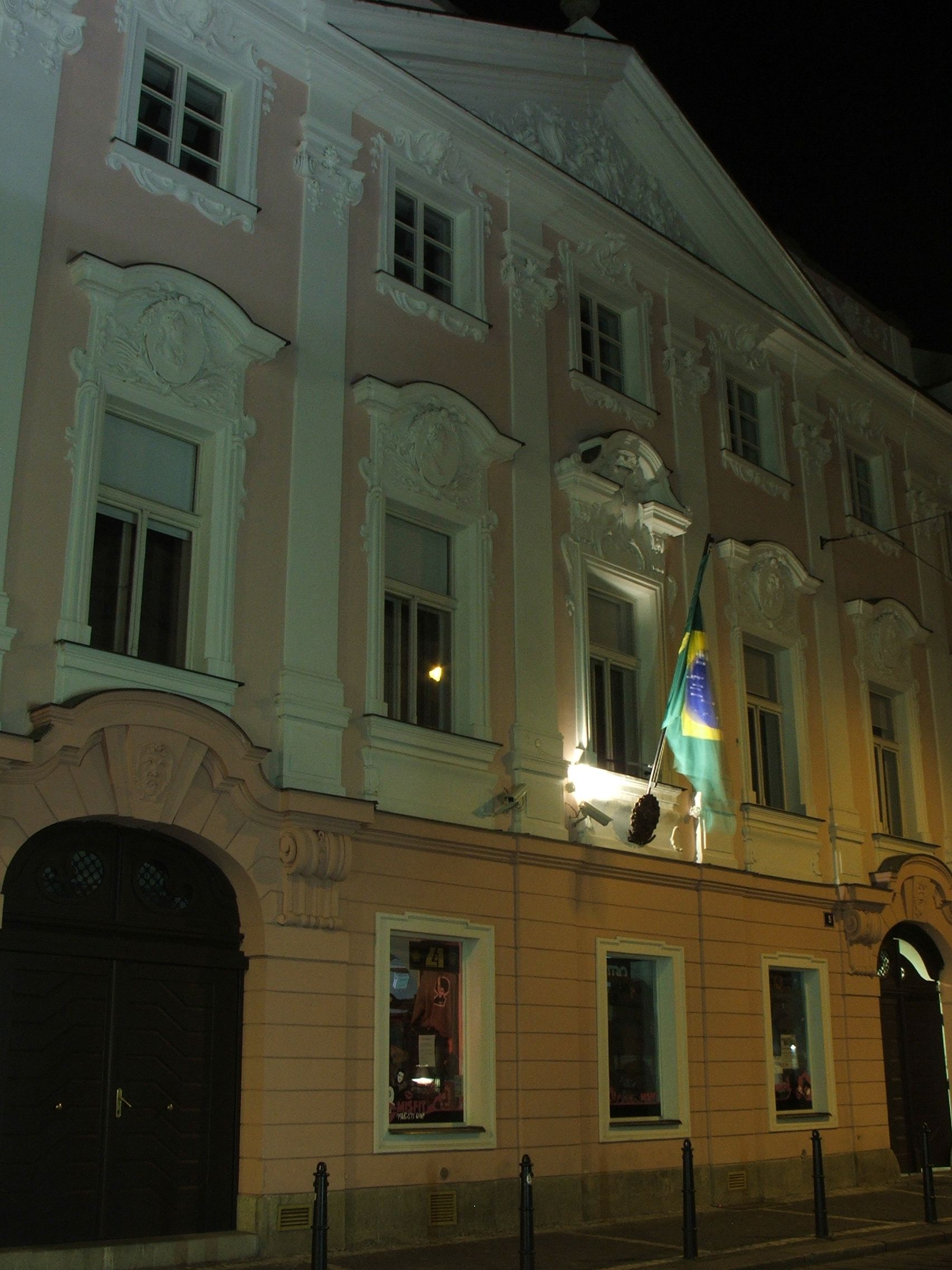
주체코 브라질 대사관

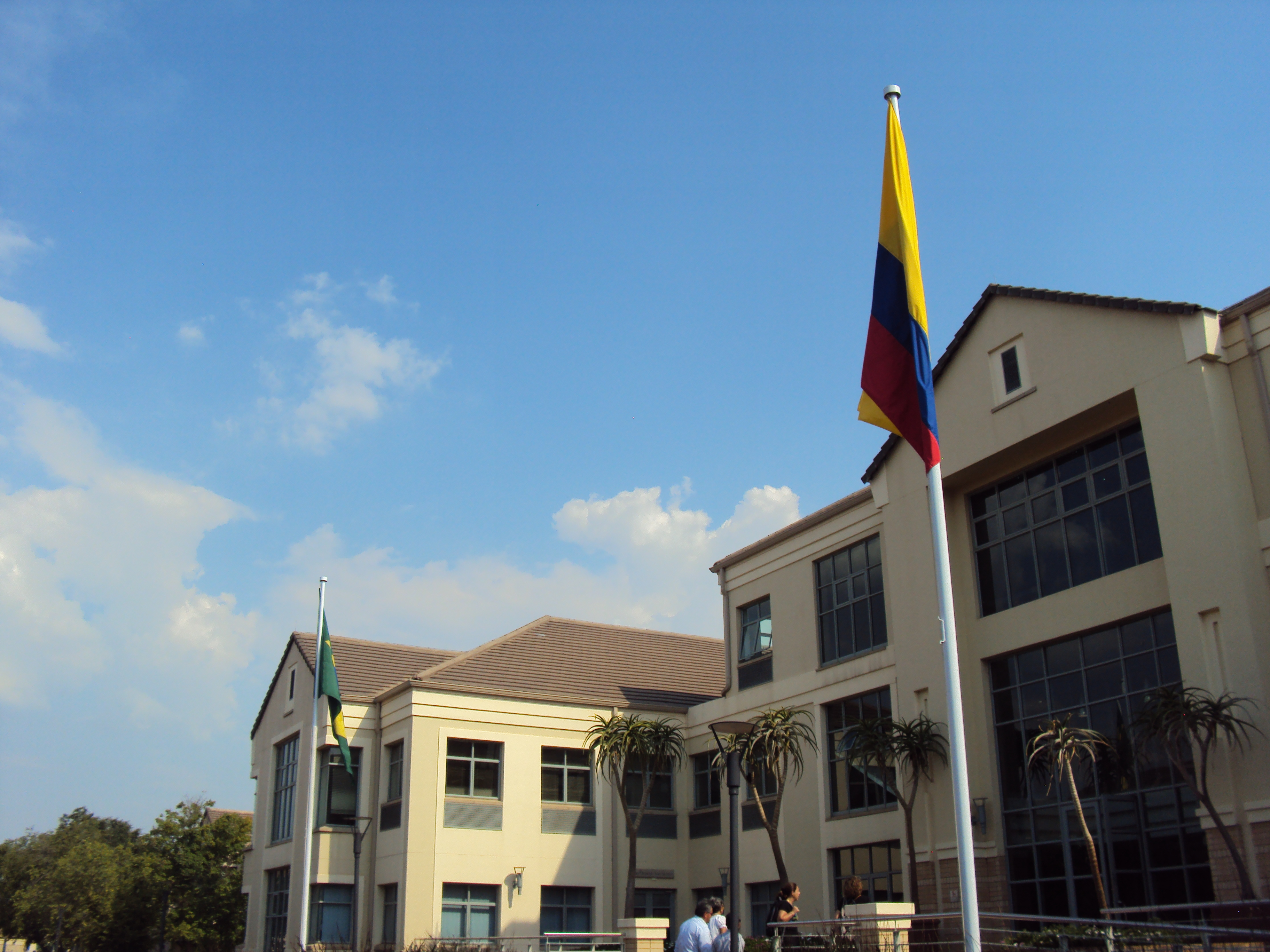
주남아프리카 공화국 브라질 대사관

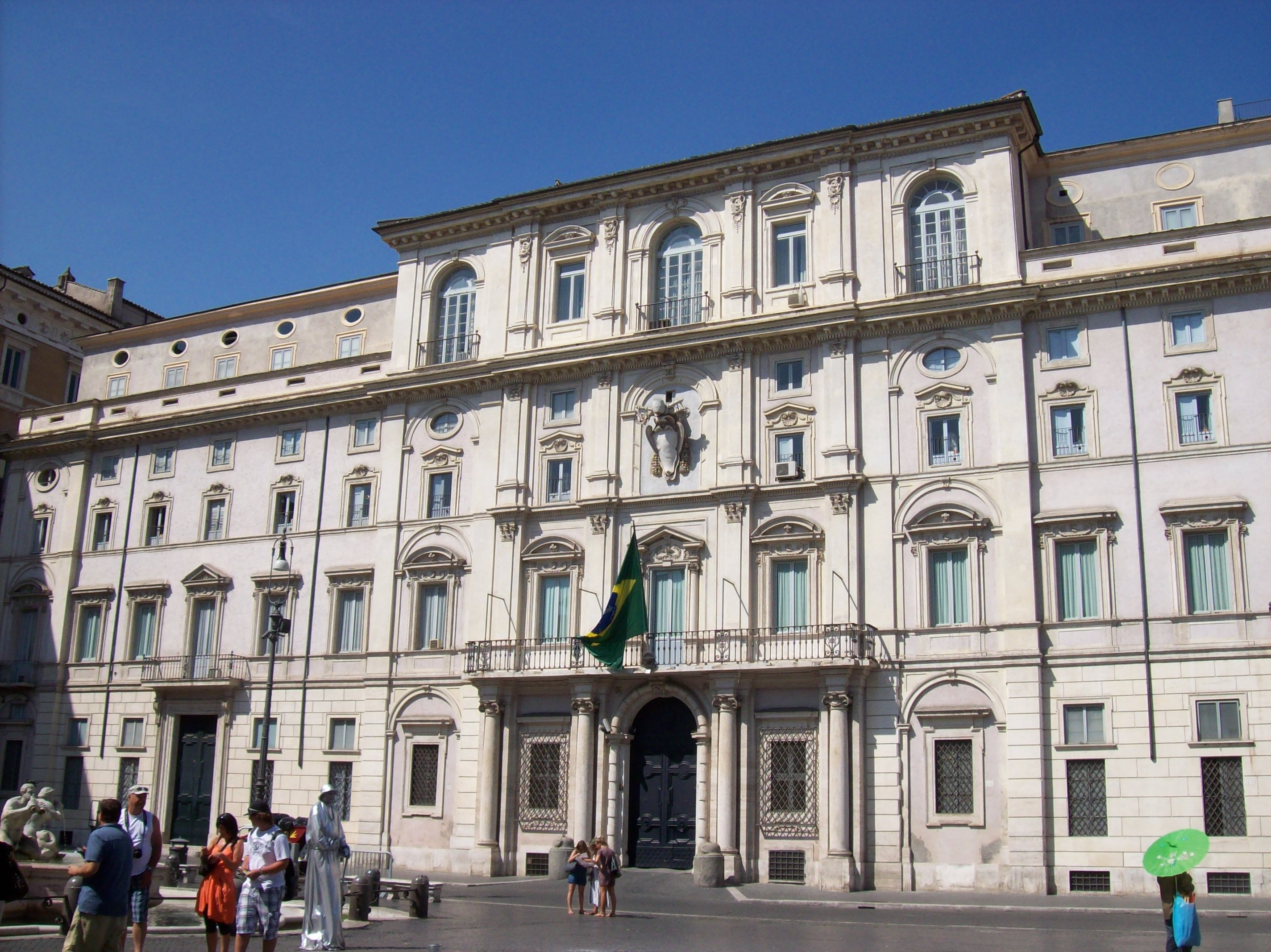
주이탈리아 브라질 대사관

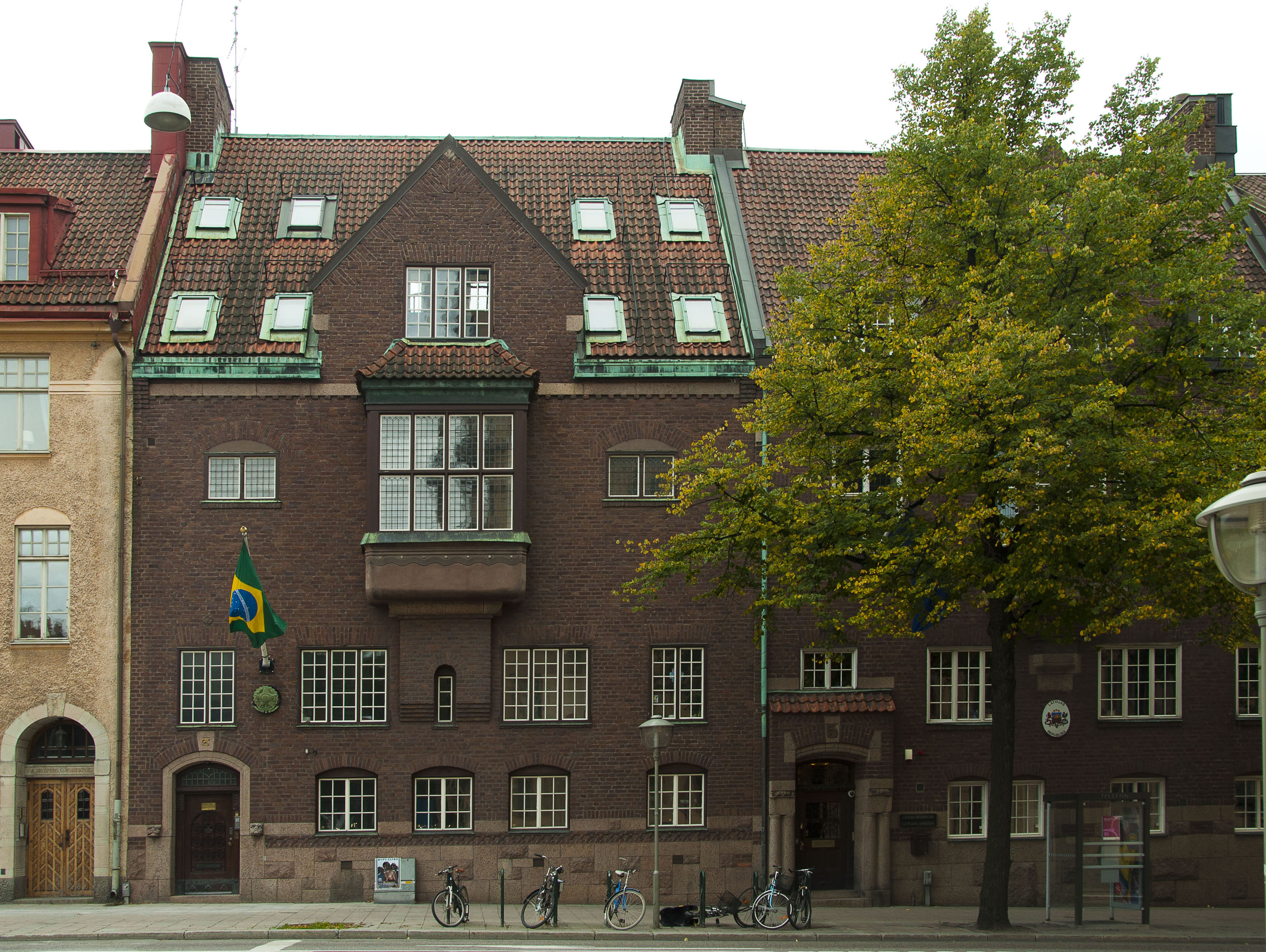
주스웨덴 브라질 대사관

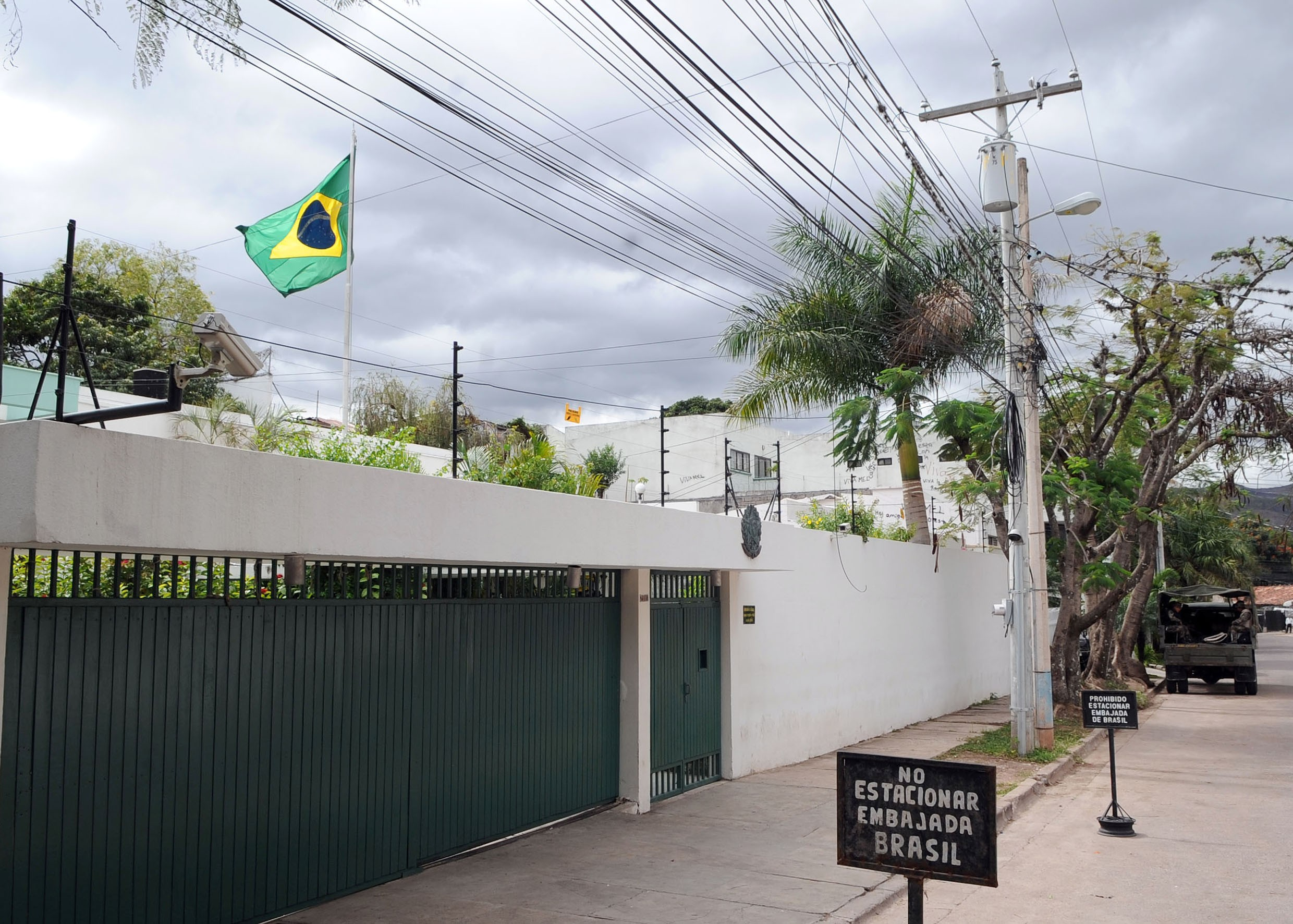
주온두라스 브라질 대사관

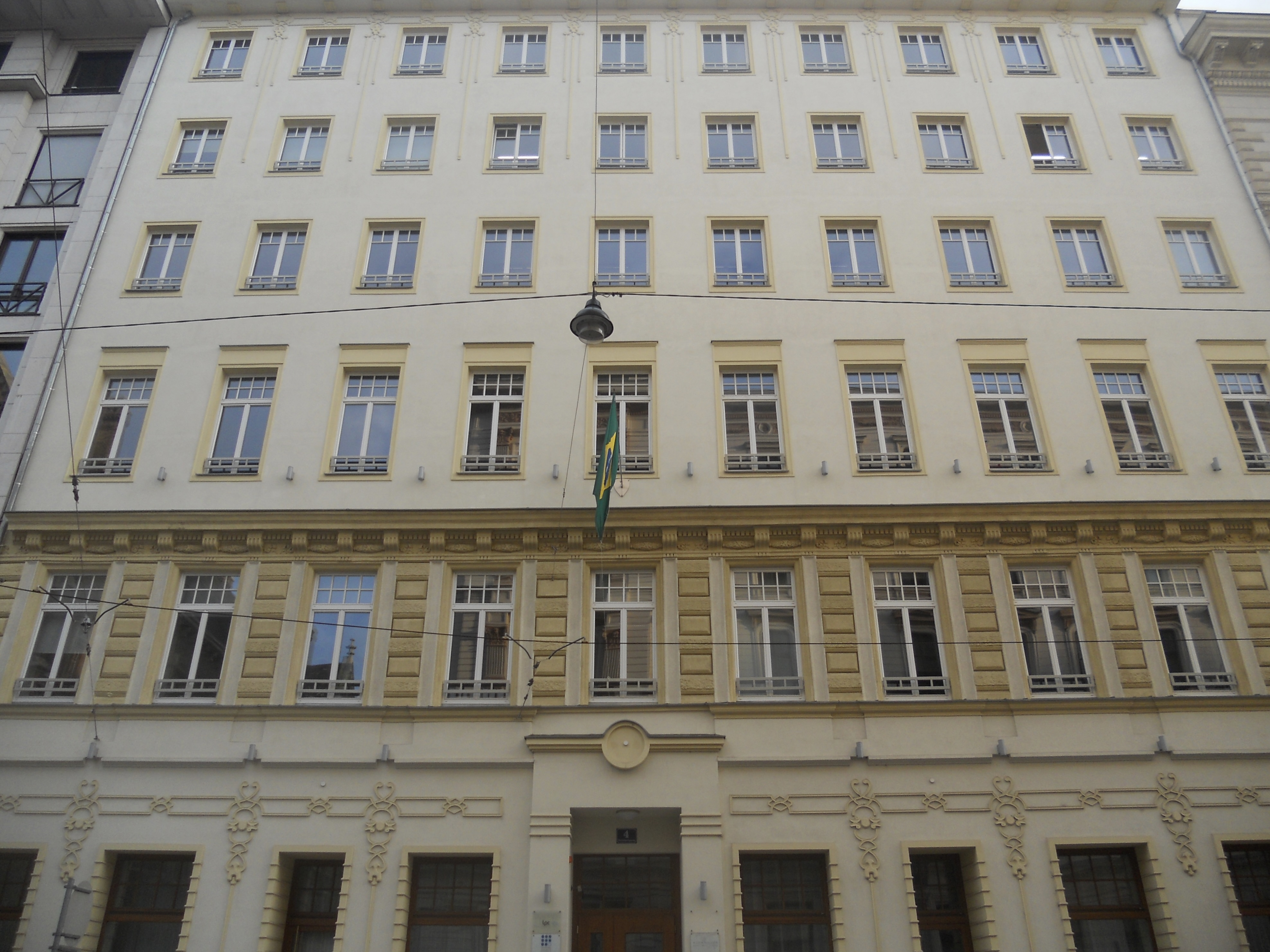
주오스트리아 브라질 대사관

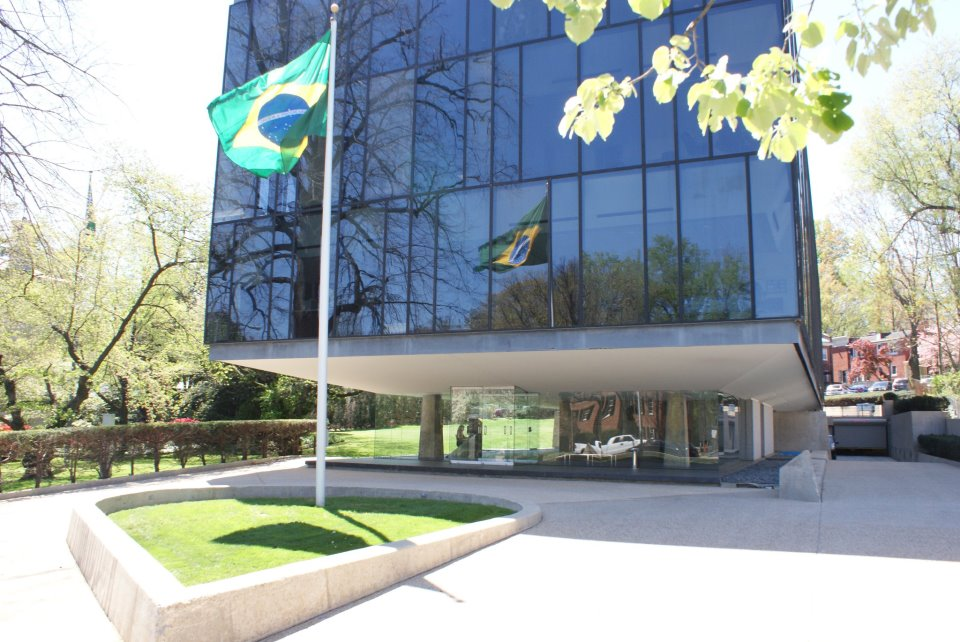
주미국 브라질 대사관

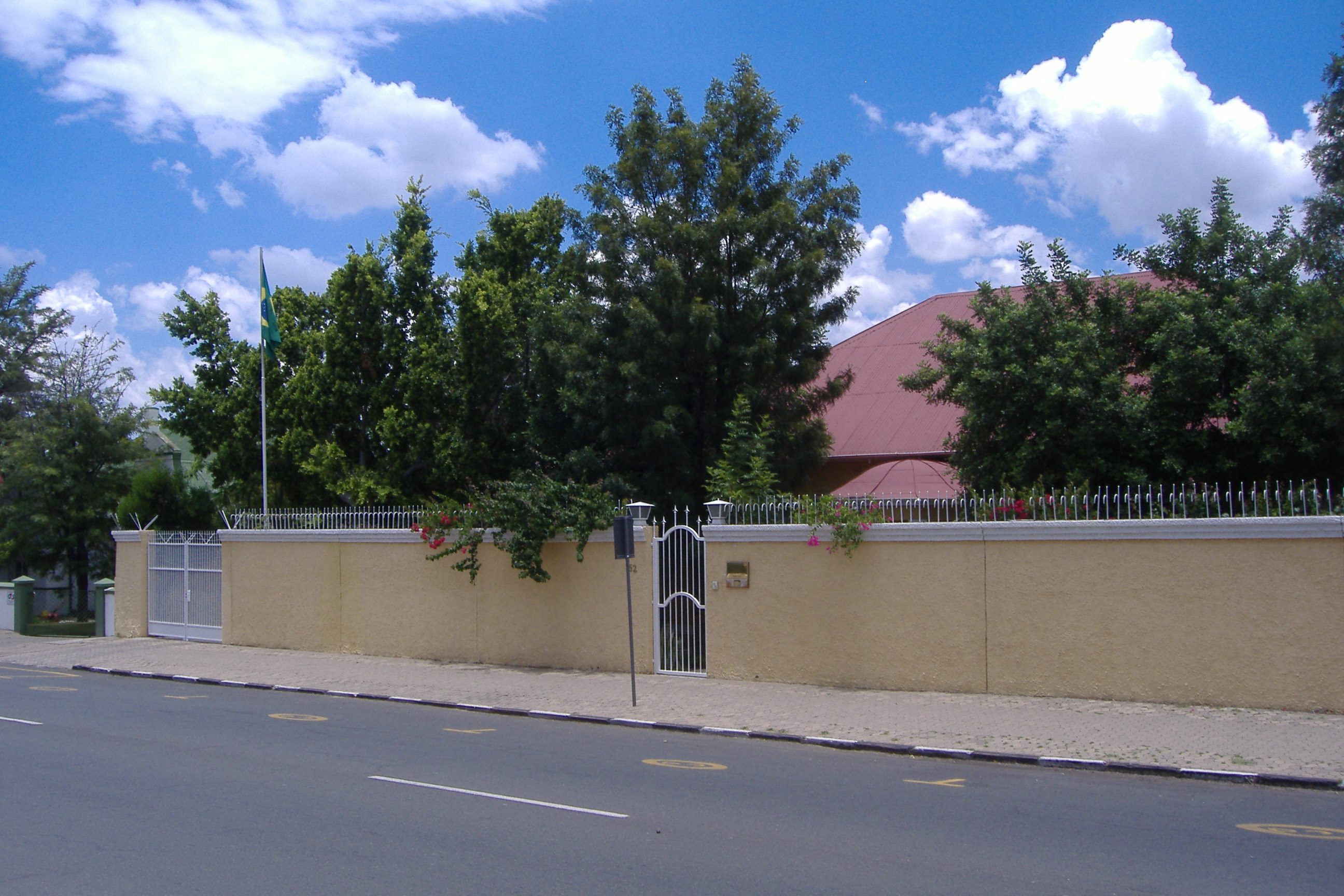
주나미비아 브라질 대사관

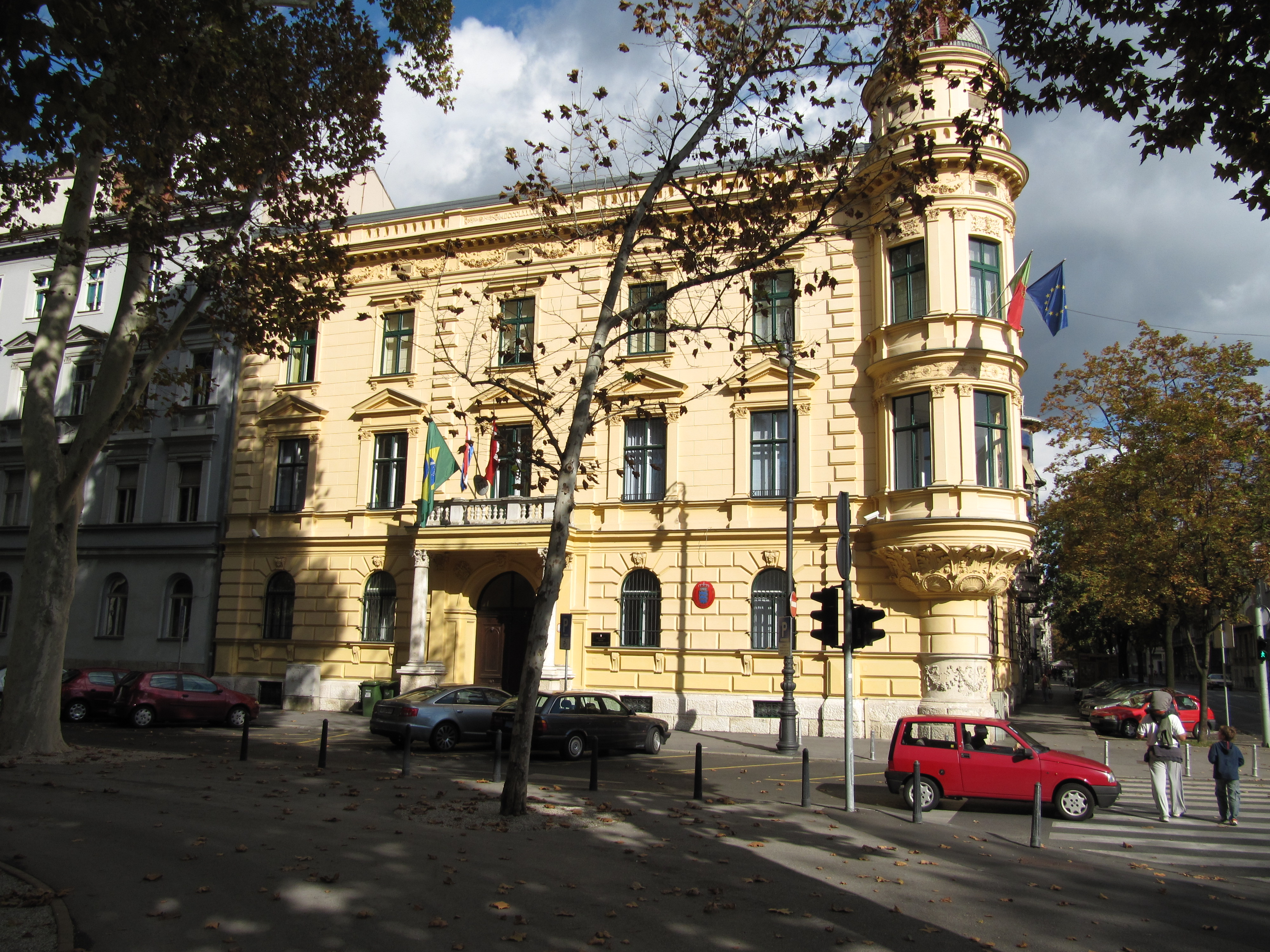
주크로아티아 브라질 대사관

브라질의 재외공관 목록은 브라질 주재 대사관을 각국에 상주시켜 놓는 것을 의미하며 브라질의 재외공관을 나열한 목록이다.

## 아프리카
- 알제리
  - 알제 (대사관)
- 앙골라
  - 루안다 (대사관)
- 베냉
  - 코토누 (대사관)
- 보츠와나
  - 가보로네 (대사관)
- 부르키나파소
  - 와가두구 (대사관)
- 카메룬
  - 야운데 (대사관)
- 카보베르데
  - 프라이아 (대사관)
- 콩고 공화국
  - 브라자빌 (대사관)
- 코트디부아르
  - 아비장 (대사관)
- 콩고 민주 공화국
  - 킨샤사 (대사관)
- 이집트
  - 카이로 (대사관)
- 적도 기니
  - 말라보 (대사관)
- 에티오피아
  - 아디스아바바 (대사관)
- 가봉
  - 리브르빌 (대사관)
- 가나
  - 아크라 (대사관)
- 기니
  - 코나크리 (대사관)
- 기니비사우
  - 비사우 (대사관)
- 케냐
  - 나이로비 (대사관)
- 라이베리아
  - 몬로비아 (대사관)
- 리비아
  - 트리폴리 (대사관)
- 말라위
  - 릴롱궤 (대사관)
- 말리
  - 바마코 (대사관)
- 모리타니
  - 누악쇼트 (대사관)
- 모로코
  - 라바트 (대사관)
- 모잠비크
  - 마푸투 (대사관)
- 나미비아
  - 빈트후크 (대사관)
- 나이지리아
  - 아부자 (대사관)
  - 라고스 (총영사관)
- 상투메 프린시페
  - 상투메 (대사관)
- 세네갈
  - 다카르 (대사관)
- 남아프리카 공화국
  - 프리토리아 (대사관)
  - 케이프타운 (총영사관)
- 수단
  - 하르툼 (대사관)
- 탄자니아
  - 다르에스살람 (대사관)
- 토고
  - 로메 (대사관)
- 튀니지
  - 튀니스 (대사관)
- 잠비아
  - 루사카 (대사관)
- 짐바브웨
  - 하라레 (대사관)

## 아메리카
- 앤티가 바부다
  - 세인트존스 (대사관)
- 아르헨티나
  - 부에노스아이레스 (대사관)
  - 코르도바 (총영사관)
  - 멘도사 (총영사관)
  - 파소데로스리브레스 (부영사관)
  - 푸에르토이과수 (부영사관)
- 바하마
  - 나소 (대사관)
- 바베이도스
  - 브리지타운 (대사관)
- 벨리즈
  - 벨모판 (대사관)
- 볼리비아
  - 라파스 (대사관)
  - 산타크루스데라시에라 (총영사관)
  - 코비하 (부영사관)
  - 코차밤바 (부영사관)
  - 과야라메린 (부영사관)
  - 푸에르토수아레스 (부영사관)
- 캐나다
  - 오타와 (대사관)
  - 몬트리올 (총영사관)
  - 토론토 (총영사관)
  - 밴쿠버 (총영사관)
- 칠레
  - 산티아고 (대사관)
- 콜롬비아
  - 보고타 (대사관)
  - 레티시아 (부영사관)
- 코스타리카
  - 산호세 (대사관)
- 쿠바
  - 아바나 (대사관)
- 도미니카 연방
  - 로조 (대사관)
- 도미니카 공화국
  - 산토도밍고 (대사관)
- 에콰도르
  - 키토 (대사관)
- 엘살바도르
  - 산살바도르 (대사관)
- 그레나다
  - 세인트조지스 (대사관)
- 과테말라
  - 과테말라 시 (대사관)
- 가이아나
  - 조지타운 (대사관)
- 아이티
  - 포르토프랭스 (대사관)
- 온두라스
  - 테구시갈파 (대사관)
- 자메이카
  - 킹스턴 (대사관)
- 멕시코
  - 멕시코시티 (대사관)
- 니카라과
  - 마나과 (대사관)
- 파나마
  - 파나마시티 (대사관)
- 파라과이
  - 아순시온 (대사관)
  - 시우다드델에스테 (총영사관)
  - 페드로후안카바예로 (영사관)
  - 콘셉시온 (부영사관)
  - 엥카르나시온 (부영사관)
  - 살토델과이라 (부영사관)
- 페루
  - 리마 (대사관)
  - 이키토스 (영사관)
- 세인트키츠 네비스
  - 바스테르 (대사관)
- 세인트루시아
  - 캐스트리스 (대사관)
- 세인트빈센트 그레나딘
  - 킹스타운 (대사관)
- 수리남
  - 파라마리보 (대사관)
- 트리니다드 토바고
  - 포트오브스페인 (대사관)
- 미국
  - 워싱턴 D.C. (대사관, 총영사관)
  - 애틀랜타 (총영사관)
  - 보스턴 (총영사관)
  - 시카고 (총영사관)
  - 하트퍼드 (총영사관)
  - 휴스턴 (총영사관)
  - 로스앤젤레스 (총영사관)
  - 마이애미 (총영사관)
  - 뉴욕 (총영사관)
  - 샌프란시스코 (총영사관)
- 우루과이
  - 몬테비데오 (대사관)
  - 리베라 (총영사관)
  - 추이 (영사관)
  - 아르티가스 (부영사관)
  - 리오브랑코 (부영사관)
- 베네수엘라
  - 카라카스 (대사관)
  - 시우다드과야나 (영사관)
  - 푸에르토아야쿠초 (부영사관)
  - 산타엘레나데우아이렌 (부영사관)

## 아시아
- 아르메니아
  - 예레반 (대사관)
- 아제르바이잔
  - 바쿠 (대사관)
- 방글라데시
  - 다카 (대사관)
- 중화인민공화국
  - 베이징시 (대사관)
  - 광저우시 (총영사관)
  - 홍콩 (총영사관)
  - 상하이시 (총영사관)
- 조지아
  - 트빌리시 (대사관)
- 인도
  - 뉴델리 (대사관)
  - 뭄바이 (총영사관)
- 인도네시아
  - 자카르타 (대사관)
- 이란
  - 테헤란 (대사관)
- 이라크
  - 바그다드 (대사관)
- 이스라엘
  - 텔아비브 (대사관)
- 일본
  - 도쿄도 (대사관)
  - 도쿄도 (총영사관)
  - 하마마쓰시 (총영사관)
  - 나고야시 (영사관)
- 요르단
  - 암만 (대사관)
- 카자흐스탄
  - 아스타나 (대사관)
- 조선민주주의인민공화국
  - 평양직할시 (대사관)
- 대한민국
  - 서울특별시 (대사관)
- 쿠웨이트
  - 쿠웨이트시티 (대사관)
- 레바논
  - 베이루트 (대사관)
- 말레이시아
  - 쿠알라룸푸르 (대사관)
- 미얀마
  - 양곤 (대사관)
- 네팔
  - 카트만두 (대사관)
- 오만
  - 무스카트 (대사관)
- 파키스탄
  - 이슬라마바드 (대사관)
- 팔레스타인
  - 라말라 (대표부 사무소)
- 필리핀
  - 마닐라 (대사관)
- 카타르
  - 도하 (대사관)
- 사우디아라비아
  - 리야드 (대사관)
- 싱가포르
  - 싱가포르 (대사관)
- 스리랑카
  - 콜롬보 (대사관)
- 시리아
  - 다마스쿠스 (대사관)
- 중화민국
  - 타이베이시 (상업 사무소)
- 태국
  - 방콕 (대사관)
- 동티모르
  - 딜리 (대사관)
- 튀르키예
  - 앙카라 (대사관)
  - 이스탄불 (총영사관)
- 아랍에미리트
  - 아부다비 (대사관)
  - 두바이 (무역 사무소)
- 베트남
  - 하노이 (대사관)

## 유럽
- 알바니아
  - 티라나 (대사관)
- 오스트리아
  - 빈 (대사관)
- 벨라루스
  - 민스크 (대사관)
- 벨기에
  - 브뤼셀 (대사관)
- 보스니아 헤르체고비나
  - 사라예보 (대사관)
- 불가리아
  - 소피아 (대사관)
- 크로아티아
  - 자그레브 (대사관)
- 키프로스
  - 니코시아 (대사관)
- 체코
  - 프라하 (대사관)
- 덴마크
  - 코펜하겐 (대사관)
- 에스토니아
  - 탈린 (대사관)
- 핀란드
  - 헬싱키 (대사관)
- 프랑스
  - 파리 (대사관)
  - 카옌 (총영사관)
  - 생조르주 (영사관)
- 독일
  - 베를린 (대사관)
  - 프랑크푸르트암마인 (총영사관)
  - 뮌헨 (총영사관)
- 그리스
  - 아테네 (대사관)
- 바티칸 시국
  - 바티칸 시국 (대사관)
- 헝가리
  - 부다페스트 (대사관)
- 아일랜드
  - 더블린 (대사관)
- 이탈리아
  - 로마 (대사관)
  - 피렌체 (총영사관)
- 네덜란드
  - 헤이그 (대사관)
  - 암스테르담 (총영사관)
- 노르웨이
  - 오슬로 (대사관)
- 폴란드
  - 바르샤바 (대사관)
- 포르투갈
  - 리스본 (대사관)
  - 파루 (총영사관)
  - 포르투 (총영사관)
- 루마니아
  - 부쿠레슈티 (대사관)
- 러시아
  - 모스크바 (대사관)
- 세르비아
  - 베오그라드 (대사관)
- 슬로바키아
  - 브라티슬라바 (대사관)
- 슬로베니아
  - 류블랴나 (대사관)
- 스페인
  - 마드리드 (대사관)
  - 바르셀로나 (총영사관)
- 스웨덴
  - 스톡홀름 (대사관)
- 스위스
  - 베른 (대사관)
  - 제네바 (총영사관)
  - 취리히 (총영사관)
- 우크라이나
  - 키예프 (대사관)
- 영국
  - 런던 (대사관)

## 오세아니아
- 오스트레일리아
  - 캔버라 (대사관)
  - 시드니 (총영사관)
- 뉴질랜드
  - 웰링턴 (대사관)

## 대표부
- EU 브라질 정부 대표부 : 브뤼셀
- UN 브라질 정부 대표부 : 뉴욕, 빈, 제네바
- UNESCO 브라질 정부 대표부 : 파리
- FAO 브라질 정부 대표부 : 로마
- MERCOSUL, ALADI 브라질 정부 대표부 : 몬테비데오
- 미주 기구 브라질 정부 대표부 : 워싱턴 D.C.
- 아프리카 연합 브라질 정부 대표부 : 아디스아바바
- 포르투갈어 사용국 공동체 브라질 정부 대표부 : 리스본

## 같이 보기
- 브라질의 대외 관계